# Бряговец
Бряговец (болг. Бряговец) — село в Болгарии. Находится в Кырджалийской области, входит в общину Крумовград. Население составляет 152 человека.

## Политическая ситуация
В местном кметстве Странджево, в состав которого входит Бряговец, должность кмета (старосты) исполняет Бекир  Шабан Осман (Движение за права и свободы (ДПС)) по результатам выборов.
Кмет (мэр) общины Крумовград — Себихан Керим Мехмед (Движение за права и свободы (ДПС)) по результатам выборов.